# Merano Challenger 1991
Il Merano Challenger 1991 è stato un torneo di tennis facente parte della categoria ATP Challenger Series nell'ambito dell'ATP Challenger Series 1991. Il torneo si è giocato a Merano in Italia dal 26 agosto al 1º settembre 1991 su campi in terra rossa.

## Vincitori

### Singolare
Frédéric Fontang ha battuto in finale  Carlos Costa con il punteggio di 6–3, 6–3

### Doppio
Carlos Costa /  Christian Miniussi hanno battuto in finale  Josef Čihák /  Tomáš Anzari con il punteggio di 6–3, 6–3